# Augusto de' Brandis
Augusto de' Brandis (Udine, 28 agosto 1870 – Venezia, 11 dicembre 1928) è stato un numismatico, ufficiale di marina italiano.

## Biografia
Figlio del nobiluomo Nicolò de' Brandis (primo sindaco di San Giovanni al Natisone dal 1866 al 1868) e della contessa Caterina Salvagnini, fu un ufficiale della Marina Militare italiana distintosi nella guerra di Libia (1911-1912) e nella prima guerra mondiale (1915-1918). Dal 1894 previa decisione della Regia Consulta Araldica poté fregiarsi del titolo di conte (assieme ai fratelli Ferruccio ed Enrico).
Era un appassionato collezionista di monete antiche del periodo classico (greche e romane), poi donate per disposizione testamentaria ai Musei Civici di Udine, e di vasi orientali (stile cinese e giapponese). Diverse decine di pezzi di interesse archeologico in materiali di ceramica e di coroplastica della Magna Grecia e moltissime monete furono inoltre donate da Augusto de' Brandis al Comune di Udine nel 1924.
Nella Villa de' Brandis presso San Giovanni al Natisone vi è un ponticello in stile giapponese voluto dal conte Augusto di ritorno da una missione militare in Estremo Oriente.